# ミドリニシキヘビ
ミドリニシキヘビ（緑錦蛇、学名：Morelia viridis）は、ニシキヘビ科（ボア科ニシキヘビ亜科とする説もあり）オマキニシキヘビ属に分類されるヘビ。別名（旧和名）グリーンパイソン。 
英名 green tree python

## 分布
インドネシア（ニューギニア島および近隣の島々、アルー諸島）、オーストラリア（クイーンズランド州北部）、パプアニューギニア（ニューギニア島および近隣の島々）

## 形態
最大全長220cm。体色は黄緑や緑色。種小名viridisは「緑」の意で、和名や英名と同義。
口内には細長い牙が数多く並び、獲物の鳥類を羽毛に妨害されずに把握するように進化した形質だと考えられている。
幼蛇の体色は黄色や赤だが、成長に伴い体色が変化する。地域によっては幼蛇の体色を残す個体群もいる。幼蛇の色彩は花に擬態し、獲物をおびき寄せるのに役立つとする説もある。

### 収斂
収斂進化の一例として本種と南アメリカ大陸に生息するエメラルドツリーボアが取り上げられることがある。成長に伴う体色の変化や木の枝の上でとぐろを巻く独特の姿勢、獲物として樹上性の鳥類を好んで捕食する点、鋭く長い牙を持つ等、共通する形態は多い。
エメラルドツリーボアは上唇の鱗（上唇板）全体に赤外線受容体器官（ピット器官）があるが、本種の方が頭部の鱗が細かいことやピットが鼻先の鱗（吻端板）から上唇板前部と下唇板後部にあること等の相違点がある。

## 生態
熱帯雨林に生息する。完全樹上棲だが、夜間は獲物を求めて地上に降りることもある。夜行性で、昼間は枝の上でとぐろを巻いてじっとしている。
食性は動物食で、爬虫類、鳥類、小型哺乳類等を食べる。幼蛇は主にトカゲやカエル等を食べる。尾だけを動かして獲物をおびき寄せる行動をとることもある。
繁殖形態は卵生で、地表に1回に6-30個の卵を産む。メスは卵の周りにとぐろを巻いて保護する。

## 人間との関係
ペットとして飼育されることもあり、日本にも輸入されている。最近では野生個体だけでなく、インドネシアで飼育下繁殖された個体も流通する。動物愛護法の改正により、2008年現在本種を飼育することに対して法規制はない。神経質で気性が荒く、また鋭い牙を持つので扱いには注意が必要。あまり大型のケージは必要ないが、ケージ内には昼間に休むための平行な枝を固定する。ペットとして流通する場合には産地の名前（アルー、ソロン、ビアク等）がつくことがある。青味の強い個体は、本種が以前 Chondoropythonミドリニシキヘビ属という属に分類されていたことにちなみ「ブルーコンドロ」と呼ばれることもある。

## 画像

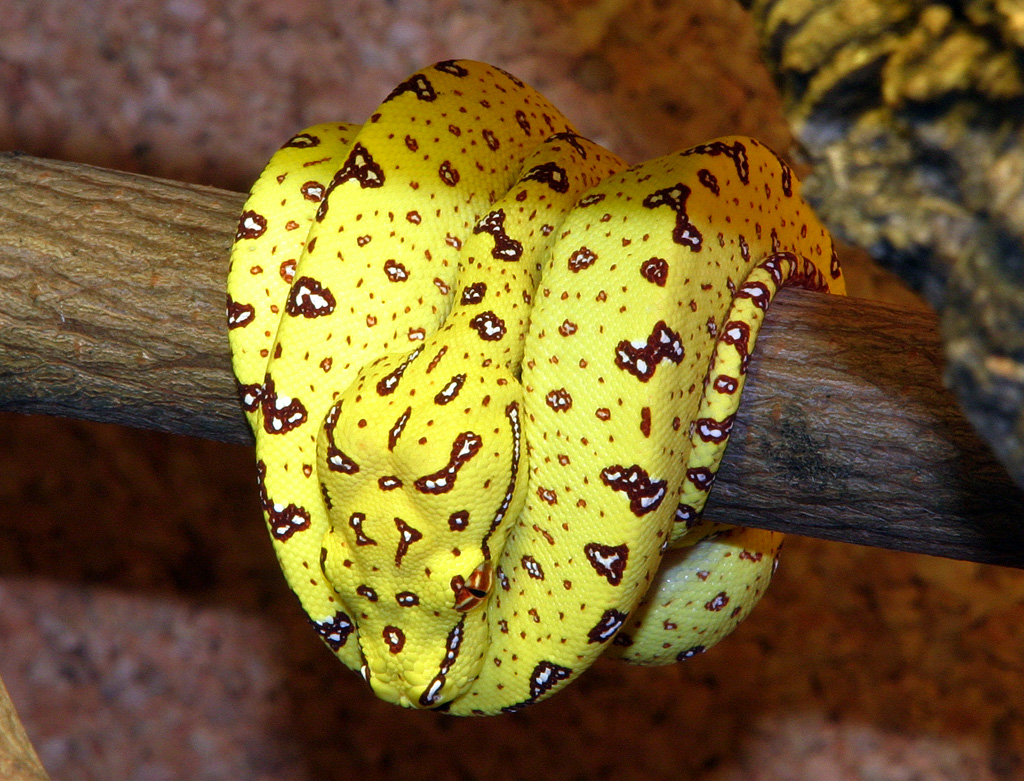
幼蛇